# 神奈川西郵便局
神奈川西郵便局（かながわにしゆうびんきょく）は、神奈川県海老名市にある一般客向け窓口、ATMを持たないタイプの郵便局（地域区分局）である。

## 概要
住所：神奈川県海老名市中野三丁目15-1
神奈川県西部で集配される郵便物、ゆうパックの区分業務を行う地域区分局として2017年9月17日に開局した。
仕分け業務のみを行い、一般向けのゆうゆう窓口や郵便、貯金、保険の窓口、ATMは設けられていない。取集業務も行わないが、例外として当局前に設置されているポストの取集は行っている。
開局に伴い綾瀬郵便局の区分業務が当局に移管された。
首都圏中央連絡自動車道の海老名ICの南、新東名高速道路の厚木南ICの東に位置する。
相模線門沢橋駅から徒歩10分。

## 沿革
- 2017年（平成29年）9月17日 - 神奈川西郵便局として開局[2]。

## 取扱業務
- 神奈川県県央・県西部（郵便番号上2桁が24および25の地域）の区分業務[2]
  - 24X-XXXX - 横浜市の一部（保土ケ谷区、旭区、戸塚区、泉区、瀬谷区、栄区 ）、横須賀市の一部（長坂、荻野、佐島、芦名、秋谷、子安、湘南国際村、佐島の丘）、大和市、厚木市、海老名市、鎌倉市、逗子市、三浦郡、愛甲郡
  - 25X-XXXX - 小田原市、南足柄市、座間市、相模原市、藤沢市、綾瀬市、茅ヶ崎市、平塚市、秦野市、伊勢原市、足柄下郡、高座郡、中郡、足柄上郡